# Rudiloria guyandotta
Rudiloria guyandotta är en mångfotingart som först beskrevs av Shear 1972.  Rudiloria guyandotta ingår i släktet Rudiloria och familjen Xystodesmidae. Inga underarter finns listade i Catalogue of Life.